# Joseph Delesalle
Joseph Augustin Delesalle (Neuve-Eglise, 22 maart 1773 - Rijsel, 17 juli 1838) was een Frans officier en lid van de empireadel.

## Levensloop
Officier in de legers van Napoleon Bonaparte werd Delesalle chef d'escadron bij de dragonders.
In 1793 werd hij soldaat in het derde regiment dragonders, eerst in het leger van het Noorden, vervolgens in het leger van Samber en Maas en daarna in het leger in Italië, waar hij verwond werd.
In het jaar VI trok hij mee met de expeditie van Bonaparte naar Egypte. Hij werd in gevechten met mammelukken verwikkeld, waarbij hij nauwelijks aan de dood ontsnapte.
In het jaar VII werd hij bevorderd tot onderluitenant en nam hij deel aan de expeditie in Syrië. Hij werd, na een hevig gevecht, gevangengenomen. Hij publiceerde in 1799 zijn memoires hierover onder de titel Cent heures d'agonie, die het verhaal deed van zijn gevangenschap en van zijn ontsnapping. Teruggekeerd in Frankrijk bevorderde hij regelmatig.
Hij nam deel aan de gevechten in Polen, Pruisen en Oostenrijk. In oktober 1806 ontsnapte hij nauwelijks aan de dood tijdens de gevechten in Zedenich (Pruisen). Hij werd chef d'escadron en streed in de slag bij Eylau.
Op 3 maart 1807 zegevierde hij in Guttstadt over een legerkorps van 1800 kozakken. Hij nam ook deel aan de slag bij Friedland op 14 juni 1807.
Na de Vrede van Tilsit vertrok hij naar Portugal, waar hij een cavalerieregiment aanvoerde. In 1809 vocht hij nog in Castilië.
In 1810 werd hij verheven tot ridder in de empireadel. Hij werd ook ridder in het Legioen van Eer.
Een ernstige verwonding tijdens de campagnes in Spanje in 1811 betekende het einde van zijn actieve militaire carrière. Een geweerschot verbrijzelde hem de rechterknie en voortaan was hij verhinderd om te paard te rijden.
Hij was nog wel commandant van de citadel in Hesdin en in Rijsel, maar in 1816 verliet hij het leger met de graad van luitenant-kolonel.
Hij stichtte vervolgens in Rijsel een linnenfabriek waar hij kielen fabriceerde.
Hij was getrouwd met Adélaïde Van Dessel en ze kregen twee kinderen, Auguste en Adélaïde Delesalle. Na hem illustreerden zich heel wat Delesalles, zowel in de textielfabricatie als in de politiek.